# Жаклін Лоран
Жаклін Лоран (фр. Jacqueline Laurent; 6 серпня 1918, Брієн-ле-Шато, Франція — 18 грудня 2009, Грасс) — французька акторка кіно. Популярність їй принесли зйомки у фільмі Марселя Карне «День починається». Після того, як її помітив американський продюсер Луїс Маєр, вона дебютувала в Голлівуді.

## Вибрана фільмографія
- 1935 — Світанок над Францією
- 1937 — Через троянди
- 1938 — Суд над дітьми Одрі
- 1939 — День починається / Le Jour Se Lève
- 1943 — Дві боязкі душі
- 1945 — Чорне весільну сукню
- 1946 — Шляхи гріха
- 1974 — Божевільна перина
- 1974 — Лорна — екзорцист